# Печёный, Николай Николаевич
Никола́й Никола́евич Печёный (15 февраля 1919 года в селе Белогородка — 24 декабря 1995 года, Киев) — лётчик-ас, полковник. Герой Советского Союза (1946).

## Биография
Николай Печёный родился 15 февраля 1919 года в селе Белогородка (ныне Киево-Святошинский район, Киевская область). Учился в школе, которую окончил в 1931 году. После школы продолжил обучение в ФЗУ. Устроился на работу слесарем и водопроводчиком на заводе «Ленинская кузница».
С 1937 года был призван в Красную Армию. В армии проходил обучение в Одесском авиационном училище, которое Николай Николаевич окончил в 1938 году.
С августа 1942 года принимал участие в боях Великой Отечественной войны, во время которой воевал на Закавказском фронте, Северо-Кавказском фронте и 2-м Белорусском фронте. К 9 мая 1945 года совершил 219 успешных боевых вылетов, провёл 88 воздушных боёв, сбил 20 немецких самолётов лично и 3 в группе. 
Командир эскадрильи 42-го гвардейского истребительного авиаполка 269-й истребительной авиадивизии 4-й воздушной армии 2-го Белорусского фронта, гвардии майор Николай Николаевич Печёный за мужество указом Президиума Верховного Совета СССР от 15 мая 1946 года удостоен звания Героя Советского Союза с вручением ордена Ленина и медали «Золотая Звезда» (№ 8097).
После победы Н. Н. Печёный продолжил командование авиационным полком. По прошествии некоторого времени Николай Николаевич поступил на учёбу на высшие лётно-тактические курсы и после их окончания командовал воинской частью. В 1957 году ушёл в запас в звании полковника и проживал в Киеве. Скончался 24 декабря 1995 года.

## Награды
- Медаль «Золотая Звезда» Героя Советского Союза;
- орден Ленина;
- два ордена Красного Знамени;
- два ордена Отечественной войны 1-й степени;
- орден Красной Звезды;
- медали.